# 니조 요시모토
니조 요시모토(일본어: 二条良基, 1320년 ~ 1388년 7월 16일)는 난보쿠초 시대의 공경, 와카 작가, 렌가 작가이다. 관위는 종1위, 섭정, 관백, 태정대신. 관백 니조 미치히라의 장남으로 태어났다. 자식은 모로쓰구, 이치조 쓰네쓰구, 니조 모로요시, 나루세 모토히사(나루세씨의 시조) 등이 있다.
| 전임 니조 미치히라 | 제5대 니조가 당주 | 후임 니조 모로요시 |

| 전임 공석(다카쓰카사 후유히라) 고노에 가네쓰구 | 제1, 3대 섭정 (인신섭정, 무로마치 시대) 1382년 ~ 1387년 1388년 | 후임 고노에 가네쓰구 공석(니조 모치모토) |